# 七原由理子
七原 由理子（ななはら ゆりこ、1972年（昭和47年）2月1日 - ）は、日本の体操選手。西山高校（現:京都西山高校）卒業。1988年ソウルオリンピックに出場した。